# 加七峰
加七峰（가칠봉）是一座位于韓國江原道杨口郡和麟蹄郡之间的山峰，主峰標高海拔1242公尺。